# Bad Salzungen (stacja kolejowa)
Bad Salzungen (niem: Bahnhof Bad Salzungen) – stacja kolejowa w Bad Salzungen, w kraju związkowym Turyngia, w Niemczech. Znajduje się na Werrabahn i linii Bad Salzungen – Vacha.

## Historia
Stacja została otwarta w 1858 roku przez Werra-Eisenbahn-Gesellschaft. Wraz z otwarciem pierwszej kolei wąskotorowej w Niemczech, Feldabahn, w 1879 roku, w sąsiedniej stacji Immelborn linii kolejowej do Liebenstein-Schweina w 1889 stała się centrum przesiadkowym. Wtedy to Feldabahn została rozszerzona w etapach od 1906 do 1934 do standardowej szerokości toru.
Stacja Bad Salzungen była przez długi czas ważną stacją pasażerską, ale stacja była tylko stacją dla pociągów ekspresowyc z lub do Bad Liebenstein. Dopiero po zakończeniu tej kolei rozpoczęto szybkie pociągu do Zwickau.
Ruchem pasażerskim od 2001 roku zajmuje się Süd-Thüringen-Bahn (STB) z. Pociągi kursują na całej Werrabahn z Eisenach do Eisfeld co godzinę lub co dwie godziny na Hinterlandbahn przez Sonneberg do Neuhaus am Rennweg. Istnieją również pewne ruchy wzmocnienie do Eisenach. Stacja według klasyfikacji Deutsche Bahn posiada kategorię 5.